# Surinam
Republika Surinam (bivša Nizozemska Gvajana) je zemlja na sjeveru Južne Amerike. Nalazi se između Kooperativne Republike Gvajane i Francuske Gvajane. Na jugu ima granicu s Brazilom, a na sjeveru izlaz na Atlantski ocean.

## Povijest
Nizozemci su dobili potpunu kontrolu nad Nizozemskom Gvajanom pri kraju Drugog anglo-nizozemskog rata, Sporazumom u Bredi 31. srpnja 1667. Nizozemska Gvajana je postala autonomna pokrajina Nizozemske 1954.-te godine, da bi potpunu nezavisnost stekla 1975.-te. Vojni režim koji je predvodio Dési Bouterse vladao je zemljom 80-tih, a demokracija i demokratska vlada je ponovno uspostavljena 1991. godine.

## Politika
Surinamov ustav je donesen 1987. godine. Narodna skupština (Nationaal Parlement) se sastoji od 51 zastupnika. Svakih pet godina se održavaju parlamentarni izbori. Pravni sustav je preuzet od Nizozemske. Predsjednik države se bira na mandat od pet godina, dvotrećinskom većinom glasova u Nacionalnoj skupštini ili u nedostatku dvotrećinske većine, većinom u Narodnoj skupštini (koju tada tvore svi zastupnici Nacionalne skupštine, regionalni i općinski predstavnici koji su izabrani na općim izborima u najnovijim nacionalnim izborima). Kao šef vlade, predsjednik imenuje šesnaest ministara u vladi. Ne postoji ustavna odredba za uklanjanje ili zamjenu predsjednika, osim ako je on podnio ostavku.
Surinam je punopravni član Karipske zajednice (CARICOM).

## Okruzi
Surinam je podijeljen u deset okruga:
- Brokopondo
- Commewijne
- Coronie
- Marowijne
- Nickerie
- Para
- Paramaribo
- Saramacca
- Sipaliwini
- Wanica

## Zemljopis
Surinam je najmanja nezavisna država u Južnoj Americi. Graniči s Francuskom Gvajanom na istoku, Gvajanom na zapadu i Brazilom na jugu, dok je na sjeveru Atlantski ocean. Zemlja se može podijeliti na dvije geografske regije. Na sjevernom, niskom, obalnom području živi većina stanovništva. Južni dio pokriva prašuma i ona čini 80% teritorija Surinama. Postoje dva glavna planinska lanca u Surinamu: Bakhuil planine i Van Asch Van Wijck planine. Julianatop je najviši vrh Surinama (1286 m). Druge visoki vrhovi su:  Tafelberg (1026 m), Mount Kasikasima (718 m), Goliathberg (358 m) i Voltzberg (240 m). Budući da je blizu ekvatora, klima u Surinamu je većinom tropska s dva razdoblja padalina tijekom godine.

## Gospodarstvo
Gospodarstvo Surinama je većinom orijentirano oko boksita čija industrija čini više od 15% BDP-a i više od 70% izvoza zemlje. Drugi važni izvozni proizvodi su šećer, nafta i zlato. Najveći trgovački partneri Surinama su: Nizozemska, Sjedinjene Američke Države i države u Karibima.
Surinam se pridružio CARICOM-u 1995. godine.

## Demografija
Istočni Indijci (Hindustani) čine većinu stanovništva Surinama (37% stanovništva). To su potomci emigranata koji su otišli iz Indije u 19. stoljeću. Kreolci (mješavina bijele i crne rase) čine 31% stanovništva, a Javanci (iz bivše nizozemske kolonije Indonezije) čine 15% populacije. Maronci (potomci pobjeglih afričkih robova) čine 10% stanovništva. Ostatak stanovništva su većinom: Kinezi, Europljani i Brazilci. Najzastupljenija je hinduistička vjera, ali su islam i kršćanstvo također dosta rašireni. Nizozemski je najrašireniji i službeni jezik Surinama, ali dosta stanovništva koristi i svoje matične jezike (sranang tongo, n'djuga, javanski i drugi).
U Nizozemskoj postoji veliki broj Surinamaca.

## Stanovništvo - etnički sastav
Etnički sastav Surinama je šarolik, preko 20 etničkih skupina među kojima su najzastupljeniji su Bhojpuri Hindusi, u Surinamu nazivani imenom Sranami ili Sarnami, 122.000 (2005.). Druga velika zajednica su Maruni (Maroons), koji se u Surinamu sastoje od 6 lokalnih plemenskih skupina, to su: Saramacca (24.000), Matawai (1.000), i Kwinti (200) na središnjem jugu i Ndjuka, [Paramacca] i Aluku na jugoistoku, s 36.000 (2005). Surinamski Maruni su porijeklom s Jamajke, a njihovo ime došlo je od 'cimmarron' u značenju  "divlji" ili "neukroćeni." Veliku skupinu čine i Karipski Javanci, oni su muslimani, a ima ih 59.000, te u susjednoj Francuskoj Gijani 1.900. Znatnu grupu čini i kreolski narod Sranan, oko 112.000 (2005), koji govore jezikom sranan tongo, a potomci su crnačkih robova iz Afrike. Narod Sranan danas pak većinski živi u Nizozemskoj (197.000). Afro-Gvajanci čiji je dom Gvajana u Surinamu broje 54.000, po vjeri su kršćani. Ostali narodi znatno su malobrojniji to su: Kantonski Han Kinezi (5.300), Hakka Kinezi (7.300), Indonežani (15.000), Hmong (1.800), Levantinci (ili Levantinski Arapi (500); Sirijski Arapi (500), Englezi (900), Židovi (200), porijeklom su iz Nizozemske i Portugalci (300). Prastanovnici Indijanci pripadaju grupama Arawaka i Kariba, to su: Akuriyó (40); Apalai (500), Arawak (2.100), Galibi (2.600), Tiriyo (800), Warrau (400) i Oyana (600).

## Vanjske poveznice
- ANDA Suriname
- Waterkant Suriname
- Korps Politie Suriname  Arhivirana inačica izvorne stranice od 4. rujna 2019. (Wayback Machine)
- Suriname-pagina van de Nederlandse Taalunie